# الدوري القبرصي الدرجة الرابعة 1990–1991
الدوري القبرصي الدرجة الرابعة 1990–1991 هو الموسم 6 من الدوري القبرصي الدرجة الرابعة ‏. أشرف على تنظيمه اتحاد قبرص لكرة القدم، وفاز فيه AEK Kakopetrias ‏، وKentro Neotitas Maroniton ‏، وAchyronas Liopetriou ‏.